# Conseil régional d'Auvergne-Rhône-Alpes
Mandature 2021-2028
Conseil régional d'Auvergne
Conseil régional de Rhône-Alpes
Hôtel de région
Le conseil régional d'Auvergne-Rhône-Alpes est l'assemblée délibérante de la région française Auvergne-Rhône-Alpes. Le conseil régional est composé de 204 conseillers régionaux élus pour six ans et est présidé par le républicain Fabrice Pannekoucke, depuis le 5 septembre 2024.

## Historique
Le conseil régional d’Auvergne-Rhône-Alpes, créé par la loi relative à la délimitation des régions, aux élections régionales et départementales et modifiant le calendrier électoral du 16 janvier 2015 avec effet au 1er janvier 2016, est issu de la fusion des conseils régionaux d’Auvergne et de Rhône-Alpes, qui comprenaient respectivement 47 et 157 élus (soit 204 conseillers régionaux cumulés).

### Identité visuelle (logo)

Le logo provisoire utilisé jusqu'au choix définitif du nom de la nouvelle région.
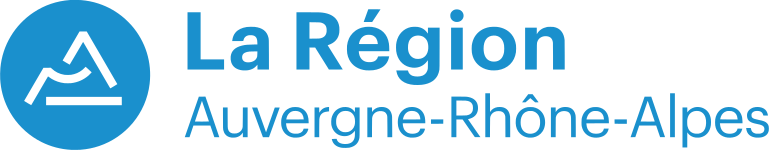
Le logo adopté le 27 septembre 2016.

## Siège du conseil régional
Les assemblées délibérantes des deux régions initiales siégeaient au 59, boulevard Léon-Jouhaux à Clermont-Ferrand (pour l’Auvergne), et au 1, esplanade François-Mitterrand à Lyon (pour Rhône-Alpes). L’article 2 de la loi du 16 janvier 2015 indiquait que le chef-lieu provisoire de la nouvelle région Auvergne-Rhône-Alpes serait désigné par décret avant le 31 décembre 2015, après avis du conseil municipal et des conseils régionaux concernés. Le siège de la nouvelle région a été fixé à Lyon en lieu et place de l'ancienne région Rhône-Alpes.La décision a été rendue définitive par un décret pris en Conseil d’État le 28 septembre 2016.  L'adresse du siège a été changée fin 2022 pour le 101 cours Charlemagne.

## Résultat des élections

### Élection de 2021
|                          |                          |                              |              |              |             |               |        |               |  |  |  |  |  |  |
| Tête de liste            | Tête de liste            | Liste                        | Premier tour | Premier tour | Second tour | Second tour   | Sièges | +/-           |  |  |  |  |  |  |
| Tête de liste            | Tête de liste            | Liste                        | Voix         | %            | Voix        | %             | Sièges | +/-           |  |  |  |  |  |  |
|                          | Laurent Wauquiez         | LR-UDI-LC-SL-VIA-LMR         | 751 375      | 43,85        | 961 134     | 55,17         | 136    | 23            |  |  |  |  |  |  |
|                          | Fabienne Grébert         | EELV-G•s-GE-MdP-PP-ND-MRS-AE | 248 017      | 14,47        | 586 150     | 33,65         | 51     | 6             |  |  |  |  |  |  |
|                          | Najat Vallaud-Belkacem   | PS-PRG-GRS-CE-PCF            | 195 727      | 11,42        | 586 150     | 33,65         | 51     | 6             |  |  |  |  |  |  |
|                          | Cécile Cukierman         | PCF-LFI-E!-GC                | 95 434       | 5,57         | 586 150     | 33,65         | 51     | 6             |  |  |  |  |  |  |
|                          | Andréa Kotarac           | PL-RN-LDP                    | 211 178      | 12,32        | 194 713     | 11,18         | 17     | 17            |  |  |  |  |  |  |
|                          | Bruno Bonnell            | MR-LREM-MoDem-Agir-TdP-EC    | 168 292      | 9,82         |             |               | 0      | Nv.           |  |  |  |  |  |  |
|                          | Chantal Gomez            | LO                           | 26 742       | 1,56         | 0           | en stagnation |        |               |  |  |  |  |  |  |
|                          | Shella Gil               | DIV                          | 11 198       | 0,65         | 0           | Nv.           |        |               |  |  |  |  |  |  |
|                          | Farid Omeir              | UDMF                         | 5 684        | 0,33         | 0           | Nv.           |        |               |  |  |  |  |  |  |
|                          |                          |                              |              |              |             |               |        |               |  |  |  |  |  |  |
| Suffrages exprimés       | Suffrages exprimés       | Suffrages exprimés           | 1 713 647    | 97,30        | 1 741 997   | 96,57         |        |               |  |  |  |  |  |  |
| Votes blancs             | Votes blancs             | Votes blancs                 | 30 859       | 1,75         | 41 107      | 2,28          |        |               |  |  |  |  |  |  |
| Votes nuls               | Votes nuls               | Votes nuls                   | 16 712       | 0,95         | 20 740      | 1,15          |        |               |  |  |  |  |  |  |
| Total                    | Total                    | Total                        | 1 761 218    | 100          | 1 803 844   | 100           | 204    | en stagnation |  |  |  |  |  |  |
| Abstentions              | Abstentions              | Abstentions                  | 3 642 126    | 67,41        | 3 601 201   | 66,63         |        |               |  |  |  |  |  |  |
| Inscrits / Participation | Inscrits / Participation | Inscrits / Participation     | 5 403 344    | 32,59        | 5 405 045   | 33,37         |        |               |  |  |  |  |  |  |

### Élection de 2015
| Tête de liste | Tête de liste         | Liste                             | Premier tour | Premier tour | Second tour | Second tour | Sièges | Sièges |
| Tête de liste | Tête de liste         | Liste                             | #            | %            | #           | %           | #      | %      |
| ------------- | --------------------- | --------------------------------- | ------------ | ------------ | ----------- | ----------- | ------ | ------ |
|               | Laurent Wauquiez      | LR - UDI - MoDem - PCD - CPNT     | 795 661      | 31,73        | 1 201 597   | 40,62       | 113    | 55,39  |
|               | Christophe Boudot     | FN                                | 639 923      | 25,52        | 667 102     | 22,55       | 34     | 16,66  |
|               | Jean-Jack Queyranne   | PS - PRG - UDE - GE - Cap21 - MDP | 600 112      | 23,93        | 1 089 756   | 36,84       | 57     | 27,94  |
|               | Jean-Charles Kohlhaas | EELV - PG - E! - ND - NGS         | 173 038      | 6,90         | 1 089 756   | 36,84       | 57     | 27,94  |
|               | Cécile Cukierman      | PCF - R&S - MRC                   | 135 274      | 5,39         | 1 089 756   | 36,84       | 57     | 27,94  |
|               | Gerbert Rambaud       | DLF                               | 71 538       | 2,85         |             |             |        |        |
|               | Éric Lafond           | NC - PLD - PFE                    | 39 187       | 1,56         |             |             |        |        |
|               | Chantal Gomez         | LO                                | 31 359       | 1,25         |             |             |        |        |
|               | Alain Fédèle          | UPR                               | 21 723       | 0,87         |             |             |        |        |
|               |                       |                                   |              |              |             |             |        |        |
| Inscrits      | Inscrits              | Inscrits                          | 5 310 770    | 100,00       | 5 310 464   | 100,00      |        |        |
| Abstentions   | Abstentions           | Abstentions                       | 2 713 447    | 51,09        | 2 247 266   | 42,32       |        |        |
| Votants       | Votants               | Votants                           | 2 597 323    | 48,91        | 3 063 198   | 57,68       |        |        |
| Blancs        | Blancs                | Blancs                            | 59 333       | 1,12         | 59 166      | 1,11        |        |        |
| Nuls          | Nuls                  | Nuls                              | 30 175       | 0,57         | 45 577      | 0,86        |        |        |
| Exprimés      | Exprimés              | Exprimés                          | 2 507 815    | 47,22        | 2 958 455   | 55,71       |        |        |

## Composition

### Assemblée régionale
|                                                      |       |          |      |                                                                     |                             |
| Président du Conseil régional d'Auvergne-Rhône-Alpes |       |          |      |                                                                     |                             |
| Laurent Wauquiez (LR)                                |       |          |      |                                                                     |                             |
| Parti                                                | Sigle | Sigle    | Élus | Groupe                                                              | Président                   |
| Majorité (135 sièges)                                |       |          |      |                                                                     |                             |
| Les Républicains                                     |       | LR       | 78   | Les Républicains, Divers droite, Société civile et Apparentés (118) | Jérôme Moroge (LR)          |
| Divers droite                                        |       | DVD      | 34   | Les Républicains, Divers droite, Société civile et Apparentés (118) | Jérôme Moroge (LR)          |
| VIA, la voie du peuple                               |       | VIA      | 2    | Les Républicains, Divers droite, Société civile et Apparentés (118) | Jérôme Moroge (LR)          |
| Union des démocrates et indépendants                 |       | UDI      | 1    | Les Républicains, Divers droite, Société civile et Apparentés (118) | Jérôme Moroge (LR)          |
| Mouvement démocrate                                  |       | MoDem    | 1    | Les Républicains, Divers droite, Société civile et Apparentés (118) | Jérôme Moroge (LR)          |
| Le Mouvement de la ruralité                          |       | LMR      | 1    | Les Républicains, Divers droite, Société civile et Apparentés (118) | Jérôme Moroge (LR)          |
| Horizons                                             |       | Horizons | 1    | Les Républicains, Divers droite, Société civile et Apparentés (118) | Jérôme Moroge (LR)          |
| Union des démocrates et indépendants                 |       | UDI      | 13   | UDI, Centristes et Apparentés (17)                                  | Romain Champel (UDI)        |
| Union des démocrates et indépendants-Les Centristes  |       | UDI-LC   | 2    | UDI, Centristes et Apparentés (17)                                  | Romain Champel (UDI)        |
| Mouvement démocrate                                  |       | MoDem    | 1    | UDI, Centristes et Apparentés (17)                                  | Romain Champel (UDI)        |
| Divers droite                                        |       | DVD      | 1    | UDI, Centristes et Apparentés (17)                                  | Romain Champel (UDI)        |
| Opposition (67 sièges)                               |       |          |      |                                                                     |                             |
| Europe Écologie Les Verts                            |       | EELV     | 17   | Les Écologistes (29)                                                | Fabienne Grébert (ÉCO)      |
| Divers écologistes                                   |       | ÉCO      | 6    | Les Écologistes (29)                                                | Fabienne Grébert (ÉCO)      |
| Génération.s                                         |       | G·s      | 4    | Les Écologistes (29)                                                | Fabienne Grébert (ÉCO)      |
| Génération écologie                                  |       | GE       | 2    | Les Écologistes (29)                                                | Fabienne Grébert (ÉCO)      |
| Rassemblement national                               |       | RN       | 12   | Rassemblement National et Localistes(13)                            | Andréa Kotarac (LL)         |
| Les Localistes                                       |       | LL       | 1    | Rassemblement National et Localistes(13)                            | Andréa Kotarac (LL)         |
| Parti socialiste                                     |       | PS       | 10   | Socialiste, Écologiste et Démocrate (11)                            | Najat Vallaud-Belkacem (PS) |
| Cap écologie                                         |       | CE       | 1    | Socialiste, Écologiste et Démocrate (11)                            | Najat Vallaud-Belkacem (PS) |
| La France insoumise                                  |       | LFI      | 3    | Insoumis & Communistes (6)                                          | Cécile Cukierman (PCF)      |
| Parti communiste français                            |       | PCF      | 3    | Insoumis & Communistes (6)                                          | Cécile Cukierman (PCF)      |
| Reconquête !                                         |       | REC      | 4    | Libertés Identité Souveraineté (4)                                  | Stéphane Blanchon (REC)     |
| Parti radical de gauche                              |       | PRG      | 4    | PRG (4)                                                             | Guillaume Lacroix (PRG)     |
| Non-inscrits (2 sièges)                              |       |          |      |                                                                     |                             |
| Divers droite                                        |       | DVD      | 1    | Non-inscrit (2)                                                     | /                           |
| Divers gauche                                        |       | DVG      | 1    | Non-inscrit (2)                                                     | /                           |

## Exécutif régional

### Président
Laurent Wauquiez a été élu président de la nouvelle région le 4 janvier 2016, et réélu pour un nouveau mandat en juillet 2021. 
Elu député de Haute-Loire le 7 juillet 2024, après la dissolution du 9 juin 2024, il démissionne de la présidence de la région Auvergne-Rhône-Alpes. Jusque-là vice-président à l'agriculture, Fabrice Pannekoucke est élu président le 5 septembre 2024.
| Nom                 | Parti | Parti | Période          | Période          | Département d'élection |
| ------------------- | ----- | ----- | ---------------- | ---------------- | ---------------------- |
| Laurent Wauquiez    |       | LR    | 4 janvier 2016   | 5 septembre 2024 | Haute-Loire            |
| Fabrice Pannekoucke |       | LR    | 5 septembre 2024 | En cours         | Savoie                 |

### Vice-présidents
À la suite de l'élection de Fabrice Pannekoucke comme président, l'exécutif régional est partiellement remanié le 5 septembre 2024. Outre le président, l'exécutif comporte 15 vice-présidents.
| no                  | Conseiller régional | Conseiller régional         | Parti | Délégation | Département d'élection |
| ------------------- | ------------------- | --------------------------- | ----- | --- | ---------------------- |
| 1re vice-présidente |                     | Stéphanie Pernod-Beaudon    | LR    | Économie, relocalisation, préférence régionale, numérique                                                                        | Ain                    |
| 2e vice-président   |                     | Nicolas Daragon             | LR    | Finances, administration générale, ressources humaines, fonds européens                                                          | Drôme                  |
| 3e vice-présidente  |                     | Sandrine Chaix              | UDI   | Handicap, action sociale, violences faites aux femmes                                                                            | Isère                  |
| 4e vice-président   |                     | Frédéric Aguilera           | LR    | Transports | Allier                 |
| 5e vice-présidente  |                     | Laurence Fautra             | LR    | Santé | Métropole de Lyon      |
| 6e vice-président   |                     | Philippe Meunier            | LR    | Aménagement du territoire, relations internationales, chasse, pêche, bois, forêt, associations patriotiques, anciens combattants | Métropole de Lyon      |
| 7e vice-présidente  |                     | Catherine Staron            | LR    | Enseignement supérieur, recherche, innovation                                                                                    | Rhône                  |
| 8e vice-président   |                     | Renaud Pfeffer              | LR    | Sécurité | Rhône                  |
| 9e vice-présidente  |                     | Sophie Rotkopf              | LR    | Culture, patrimoine | Loire                  |
| 10e vice-président  |                     | Jacques Blanchet            | LR    | Formation professionnelle, apprentissage                                                                                         | Loire                  |
| 11e vice-présidente |                     | Sylvie Fayolle              | DVD   | Tourisme | Loire                  |
| 12e vice-président  |                     | Thierry Kovacs              | LR    | Environnement, écologie positive                                                                                                 | Isère                  |
| 13e vice-présidente |                     | Florence Dubessy            | LR    | Jeunesse, famille, seniors | Puy-de-Dôme            |
| 14e vice-président  |                     | Olivier Amrane              | LR    | Agriculture | Ardèche                |
| 15e vice-présidente |                     | Marie-Pierre Montoro-Sadoux | UDI   | Thermalisme, associations | Savoie                 |

### Conseiller spécial
- Laurent Wauquiez, conseiller spécial

### Conseillers auprès du Président
- Gilles Chabert, conseiller délégué à la montagne et aux jeux olympiques et paralympiques d’hiver 2030
- Dino Cinieri, conseiller délégué à l’engagement Républicain et aux héros de la Nation
- Bruno Faure, conseiller délégué au territoire de l’Auvergne
- Eric Fournier, conseiller délégué à l’air, au climat et à l’énergie
- Brice Hortefeux, conseiller délégué aux relations institutionnelles

### Conseillers délégués
- Claude Aurias, conseiller délégué à l’économie de proximité
- Nathalie Béranger, conseillère déléguée aux ressources humaines
- Virginie Bonnet-Ferrand, conseillère déléguée aux actions éducatives
- Jérémie Breaud, conseiller délégué aux grands événements
- Michèle Cedrin, conseillère déléguée à la formation et à l’emploi
- Emmanuel Ferrand, conseiller délégué aux fonds européens agricoles
- Christophe Fournier, conseiller délégué aux véloroutes et voies vertes
- Caroline Guélon, conseillère déléguée aux commerces ruraux
- Ségolène Guichard, conseillère déléguée aux formations sanitaires et sociales
- Myriam Keller, conseillère déléguée au Campus du numérique
- Valérie Lassalle, conseillère déléguée à la mutuelle régionale
- Isabelle Massebeuf, conseillère déléguée à l’aménagement numérique du territoire
- Jérôme Moroge, conseiller délégué au numérique
- Alexandre Nanchi, conseiller délégué à la simplification administrative et aux relations avec Régions de France
- Pierre Oliver, conseiller délégué aux fonds européens et aux relations avec les métropoles
- Mickaël Paccaud, conseiller délégué à l’excellence éducative
- Catherine Pacoret, conseillère déléguée au patrimoine
- Raymond Vial, conseiller délégué à l’agriculture et à la ruralité
- Julien Vuillemard, conseiller délégué aux transports scolaires et interurbains

## Annexe